# Anatolij Kiriejew
Anatolij Tichonowicz Kiriejew, ros. Анатолий Тихонович Киреев (ur. 27 listopada 1923 w Soroczinsku, zm. 9 czerwca 1990 w Moskwie) – generał major, funkcjonariusz radzieckich służb specjalnych KGB, szef przedstawicielstwa KGB w Polsce.

## Wykształcenie
Absolwent Moskiewskiego Państwowego Instytutu Stosunków Międzynarodowych (Московский государственный институт международных отношений).

## Życiorys
Uczestnik II wojny światowej. Wstąpił do służby wywiadu zagranicznego, przechodząc przeszkolenie w szkole nr 101 (Высшая разведывательная школа) MGB ZSRR (1951-1952), następnie zajmując m.in. funkcje – pracownika operacyjnego rezydentury KGB w Nowym Jorku (1953-1957), zastępcy rezydenta w Waszyngtonie ds. wywiadu politycznego (1959-1963) i Nowym Jorku (1966-1967), szefa I oddziału (amerykańskiego) Pierwszego Zarządu Głównego KGB, wywiadu, (1967-1974), rezydenta KGB w Bejrucie (1974-1978), szefa XII oddziału PZG KGB (1978-1979), szefa Zarządu "K" PZG KGB (1979-1987), kontrwywiadu, kierownika Grupy "Narew" KGB w Warszawie (1987-1990). W 1978 został awansowany na generała majora.
Zmarł na atak serca.